# Come Go with Me
"Come Go with Me" é o primeiro single do álbum Exposure, lançado pelo grupo de freestyle Exposé em 1986. A canção foi escrita pelo produtor e fundador do grupo Lewis A. Martineé, e a canção é cantada por Jeanette Jurado. Embora esse seja o primeiro single do álbum Exposure, as canções lançadas antes dela, "Point of No Return" e "Expose to Love" também foram incluidas no álbum, ou seja, esse é o terceiro single lançado no total pelo grupo.
"Come Go with Me" se tornou o primeiro single do grupo a entrar na Billboard Hot 100. Chegou a posição #5 em Abril de 1987 e permaneceu no Top 40 por 12 semanas. Na Billboard Hot Dance Music/Club Play, a canção passou duas semanas no topo em Janeiro daquele ano, se tornando a segunda canção do grupo a conseguir esse feito (seguindo "Point of No Return"). A versão 12" Single alcançou a posição #2 na Hot Dance Music/Maxi-Singles Sales.

## Faixas
7" Single
| N.º | Título            | Duração |  |
| 1.  | "Come Go with Me" | 3:35    |  |
| 2.  | "December"        | 4:00    |  |

12" Single
| N.º | Título                           | Duração |  |
| 1.  | "Come Go with Me" (Extended Mix) | 6:30    |  |
| 2.  | "Come Dub with Me"               | 7:00    |  |
| 3.  | "Come Go with Me" (Radio Mix)    | 3:45    |  |

Reino Unido 12" Single
| N.º | Título                           | Duração |  |
| 1.  | "Come Go with Me" (Extended Mix) | 6:30    |  |
| 2.  | "December"                       | 4:00    |  |
| 3.  | "Come Dub with Me"               | 7:00    |  |
| 4.  | "Come Go with Me" (Radio Mix)    | 3:45    |  |

## Posições nas paradas musicais
| Parada musical (1986/1987)                          | Melhor posição |
| --------------------------------------------------- | -------------- |
| Canadá (RPM Top 100 Singles)                        | 19             |
| Estados Unidos (Billboard Hot 100)                  | 5              |
| Estados Unidos (Hot Dance Music/Club Play)          | 1              |
| Estados Unidos (Hot Dance Music/Maxi-Singles Sales) | 2              |
| Estados Unidos (Hot R&B/Hip-Hop Singles & Tracks)   | 14             |

| Parada de fim de ano (1987)        | Melhor posição |
| ---------------------------------- | -------------- |
| Estados Unidos (Billboard Hot 100) | 62             |